# Lenny Abrahamson
Lenny Abrahamson también conocido como Lenny (n. Dublín, Irlanda, 26 de enero de 1966) es un director de cine y televisión, guionista y filósofo irlandés.

## Biografía
Nacido en la ciudad de Dublín, el día 26 de enero de 1966. Es hijo de Edna Walzman y del abogado Max Abrahamson. Se crio bajo las tradiciones judías y cuando alcanzó la madurez se le celebró un Benei Mitzvá. Su familia es originaria de Europa del Este, incluyendo Polonia. Estudió en el Trinity College de Dublín, donde en 1987 completó una maestría en Física teórica y un año más tarde se convirtió en académico de Filosofía.
Seguidamente se trasladó a Estados Unidos tras haber aceptado una beca para estudiar un doctorado en Filosofía por la Universidad Stanford, pero finalmente decidió no completarlo y volvió a Irlanda porque se quería dedicar al mundo del cine.
Comenzó dirigiendo inicialmente anuncios publicitarios, entre los que destacan una popular serie de spots de la marca cervecera Carlsberg.
Ya en 2004 dirigió su primera película titulada "Adam & Paul", protagonizada por los actores Tom Murphy† y Mark O'Halloran.
Era una comedia de humor negro, que contaba la historia de dos hombres adictos a la heroína a medida que se abrían paso por Dublín en busca de una solución a su problema. Gracias a esta película logró su primer premio cinematográfico al mejor director en los Premios de la Academia del Cine y la Televisión Irlandesa (IFTA).
En 2007 dirigió la película "Garaje", protagonizada por Pat Shortt en el papel de un empleado de una gasolinera solitaria en la Irlanda rural. Con esta película también logró ganar por consecutiva vez el premio al mejor director y además recibió una nominación en el Festival de Cannes.
También en ese mismo año comenzó ha dirigir la miniserie de televisión "Prosperidad", emitida por la compañía de radiofusión RTÉ, escrita en colaboración de Mark O'Halloran con el que había trabajado anteriormente y esta serie trataba sobre las personas al margen de la sociedad irlandesa, en el que cada episodio de una duración de una hora se centraba en un personaje específico, incluyendo también a un alcohólico, una madre soltera y un solicitante de asilo. Catalogada como una obra maestra de la televisión irlandesa, "Prosperidad" fue nominada a seis Irish Film and Television Awards en 2008 de los que ganó en dos categorías: mejor director para Lenny Abrahamson, y mejor libreto para Mark O'Halloran.
En 2012 dirigió la película "What Richard Did", que fue la más exitosa del año en toda Irlanda y con la que ganó su tercer premio IFTA al mejor director. 
En diciembre de 2012, en una entrevista con Eurochannel, declaró estar trabajando en un filme británico llamado "Frank", desarrollado en el Reino Unido, Irlanda y EE. UU. "Es una comedia sobre un joven músico que se une a una banda liderada por un enigmático cantante que se llama Frank. Es una película muy divertida y original. Actúan Michael Fassbender and Domhnall Gleeson"
Seguidamente dirigió "Frank", que fue estrenada en enero de 2014 en el Festival de Cine de Sundance de Park City (Utah), Estados Unidos y que ha recibido numerosas críticas positivas.
La película fue inspirada en Frank Sidebottom, alter ego del músico británico Chris Sievey. Está protagonizada por Domhnall Gleeson, Michael Fassbender, Maggie Gyllenhaal y Scoot McNairy.
Ese mismo año anunció que iba a dirigir una adaptación de la novela "Neverhome" del escritor Laird Hunt, que tratará sobre la Guerra de Secesión y que ahora mismo se trata de un proyecto futuro.
En 2015 dirigió una adaptación de la novela La habitación escrita por Emma Donoghue y titulada "La habitación", que ha recibido numerosos elogios de la crítica y ha logrado estar nominado por primera vez en la 88.ª edición de los Premios Óscar en la categoría Óscar al mejor director y en los Premios Satellite también al mejor director.

## Filmografía

### Cine
- Adam & Paul (2004)
- Garaje (2007)
- What Richard Did (2012)
- Frank (2014)
- La habitación (2015)

### Televisión
- Prosperity (2007)
- Conversations with Friends (2022)

## Premios y nominaciones
Premios Óscar
| Año  | Categoría      | Película      | Resultado |
| ---- | -------------- | ------------- | --------- |
| 2016 | Mejor director | La habitación | Nominado  |